# Acalypha ostryifolia
Acalypha ostryifolia är en törelväxtart som beskrevs av John Leonard Riddell och John Merle Coulter. Acalypha ostryifolia ingår i släktet akalyfor, och familjen törelväxter. Inga underarter finns listade i Catalogue of Life.